# Тенетники (Ивано-Франковская область)
Тене́тники (укр. Тенетники) — село в Бурштынской городской общине Ивано-Франковского района Ивано-Франковской области Украины.
Население по переписи 2001 года составляло 504 человека. Занимает площадь 16,84 км². Почтовый индекс — 77116. Телефонный код — 03431.